# Curb
Curb är det första albumet av Nickelback, ett kanadensiskt post-grunge band. Plattan är utgiven år 1996, samma år som deras EP Hesher släpptes. Albumet släpptes på nytt år 2002 efter albumet Silver Side Ups framgångar.
Albumet sålde 100 000 exemplar i USA som en independentutgåva.
Albumet producerade en singel, "Fly", som dock inte var särskilt framgångsrik, och spelades bara på lokala radiostationer.

## Låtar
1. "Little Friend" – 3:48
2. "Pusher" – 4:00
3. "Detangler" – 3:41
4. "Curb" – 4:51
5. "Where?" (Nickelback/Jeff Boyd) – 4:27
6. "Falls Back On" – 2:57
7. "Sea Groove" – 3:58
8. "Fly" (Nickelback/Jeff Boyd) – 2:53
9. "Just Four" – 3:54
10. "Left" (Nickelback/Jeff Boyd) – 4:03
11. "Window Shopper" (Nickelback/Jeff Boyd) – 3:42
12. "Don't Have" – 4:06

- Text av Chad Kroeger
- Musik av Nickelback, där inget annat anges.

## Medverkande
Musiker
- Chad Kroeger – sång, sologitarr
- Ryan Peake – rytmgitarr, bakgrundssång
- Mike Kroeger – basgitarr
- Brandon Kroeger – trummor
- Boyd Grealy – trummor (på "Curb")
- Ariel Watson – cello (på "Curb")

Produktion
- Larry Anschell – musikproducent, ljudtekniker, ljudmix, mastering (originalutgåvan)
- Jeff Boyd – musikproducent, ljudtekniker (på "Fly" och "Window Shopper")
- George Leger – mastering (originalutgåvan)
- George Marino – mastering (återutgåvan 2002)
- Steve Boyd – omslagskonst (originalutgåvan)
- Pete Digiboy – omslagskonst (originalutgåvan)
- Mr. Scott – omslagsdesign, foto (återutgåvan 2002)
- Daniel Moss – foto (återutgåvan 2002)